# Sacho (Chiloé)

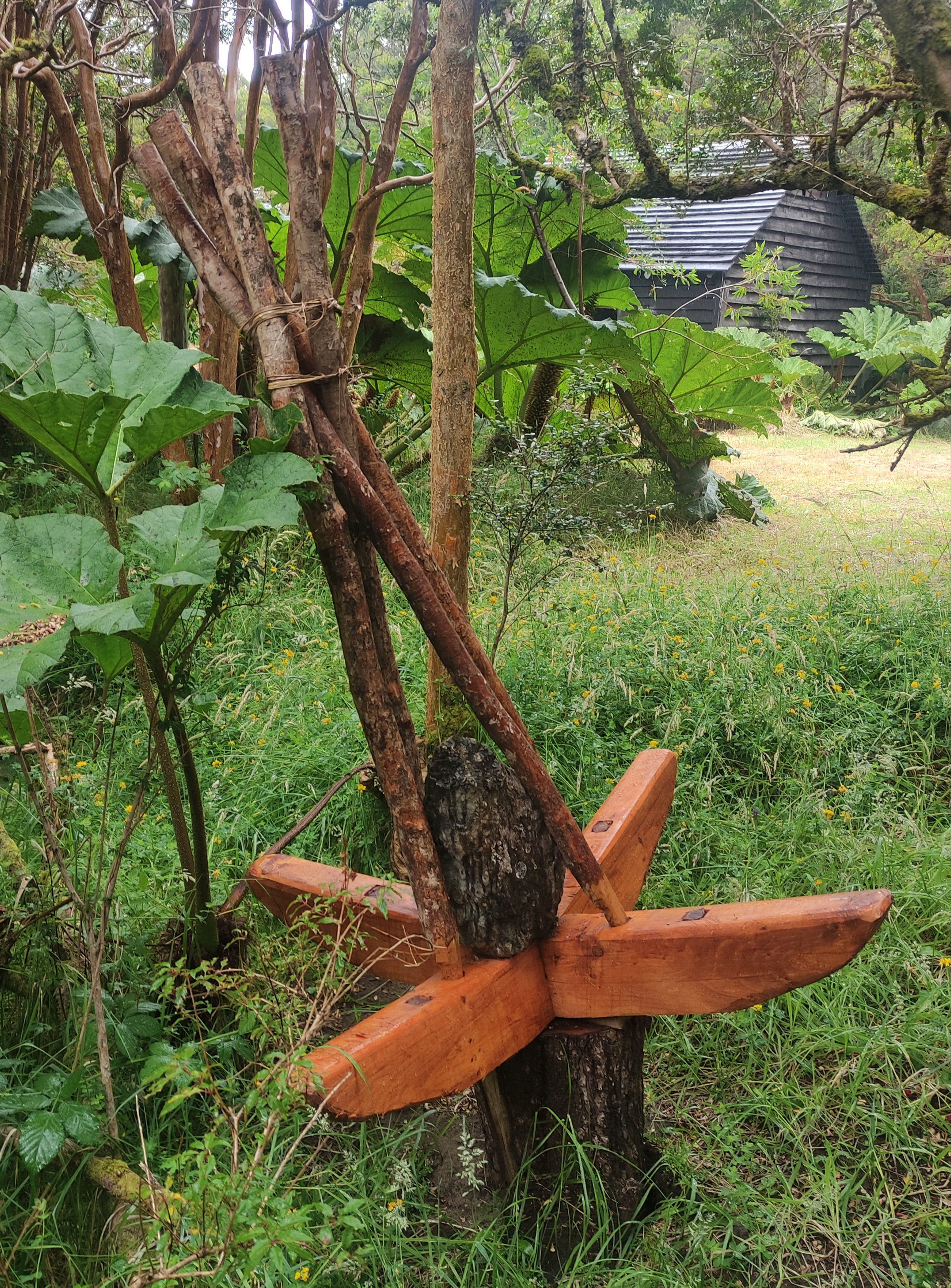
Sacho en el parque nacional Chiloé en 2024

En Chile, un sacho es un tipo de ancla tradicional del Archipiélago de Chiloé, conformado generalmente por cuatro astas de madera cruzadas en un extremo común, para afirmar entre todas una gran roca en el otro extremo. Se solía utilizar en embarcaciones pequeñas, como las dalcas de los chonos, atándolo con un cable de quilineja.
En Chiloé es un símbolo que adorna con frecuencia diversas plazas y que es utilizada en su artesanía.
|                         |
| Sacho en Dalcahue, 2019 |

|                        |
| Sacho en Queilén, 2024 |

## Etimología
El término «sacho» proviene del andaluz, que refiere a una azada, instrumento rústico agrícola, así como a un artefacto para fondear que utiliza piedras como peso.